# Ozma (альбом)
Ozma (рус. Озма) — второй студийный альбом американской cладж-метал-группы Melvins, который был издан в 1989 году на лейбле Boner Records.

## Об альбоме
Это первый альбом с участием бас-гитаристки Лори Блэк и записанный после переезда в Сан-Франциско.
CD-версия альбома включала в себя также весь альбом Gluey Porch Treatments (1987). На буклете было напечатано 34 трека, однако по-факту диск включал 33 трека. Это связано с тем, что треки «Exact Paperbacks» и «Happy Grey Or Black» были ошибочно объединены на 23 треке.
«Love Thing» — это кавер на песню «Love Theme (from KISS)» группы Kiss. «Creepy Smell» начинается с интро к песне «Living In Sin» из альбома Gene Simmons (1978) Джина Симмонса. «Candy-O» — это кавер на песню группы The Cars, который в качестве бонуса присутствовал на кассетах и CD-версиях альбома.
Альбом был включен в список «10 гранж-альбомов, которые должны быть у Вас» журнала Revolver, и был описан как «звериный гибрид метал-панка, который неуклюж, тяжеловесен и действительно устрашает».

## Список композиций

### Side one
| №  | Название                   | Длительность |
| -- | -------------------------- | ------------ |
| 1. | «Vile»                     | 3:47         |
| 2. | «Oven»                     | 1:28         |
| 3. | «At a Crawl»               | 2:46         |
| 4. | «Let God Be Your Gardener» | 1:52         |
| 5. | «Creepy Smell»             | 2:04         |
| 6. | «Kool Legged»              | 2:48         |
| 7. | «Green Honey»              | 1:13         |
| 8. | «Agonizer»                 | 1:40         |

### Side two
| №  | Название                      | Автор(ы)                         | Длительность |
| -- | ----------------------------- | -------------------------------- | ------------ |
| 1. | «Raise a Paw»                 |                                  | 1:11         |
| 2. | «Love Thing»                  | Criss, Frehley, Simmons, Stanley | 1:17         |
| 3. | «Ever Since My Accident»      |                                  | 1:30         |
| 4. | «Revulsion/We Reach»          |                                  | 6:21         |
| 5. | «Dead Dressed»                |                                  | 2:07         |
| 6. | «Cranky Messiah»              |                                  | 1:25         |
| 7. | «Claude»                      |                                  | 1:15         |
| 8. | «My Small Percent Shows Most» |                                  | 0:58         |

### CD/cassette bonus track
| №   | Название  | Автор(ы)   | Длительность |
| --- | --------- | ---------- | ------------ |
| 17. | «Candy-O» | Рик Окасек | 1:27         |

## Над альбомом работали

### Участники группы
- Базз Осборн — гитара, вокал
- Лори «Lorax» Блэк — басс
- Дейл Кровер — ударные, бэк-вокал

### Прочие
- Джошуа Робертс — звукорежиссура
- Крис Додж — дизайн обложки альбома